# Liphistius
Liphistius és un gènere d'aranyes mesoteles, de la família dels lifístids (Liphistiidae). Fou descrit per primera vegada per J.C. Schiödte el 1849.
El nom Liphistius prové del grec Leipo (mancat) i stios (igualtat). Viuen al Japó, Xina, i sud-est Àsia.

## Descripció i hàbitat
El cos de la femella fa de 9 a 29 mm; els mascles són lleugerament més petits. Viuen en caus en bancs de terra, en algunes parets de coves, i en els boscos. El cau queda segellada amb una porta prima, circular de seda amb terra i molsa. Passen el dia a l'interior del cau, i esperen sota la porta que insectes, especialment porquets de sant Antoni i animals similars, ensopeguin amb un dels set fils de seda que irradien des de l'entrada. Empenyen la porta cap amunt i surten del seu cau tot just per caçar la seva presa.

## Taxonomia
Segons el World Spider Catalog amb data de 23 de gener de 2019, hi ha les següents espècies:
- Liphistius albipes Schwendinger, 1995 — Tailàndia
- Liphistius batuensis Abraham, 1923 — Malàisia
- Liphistius bicoloripes Ono, 1988 — Tailàndia
- Liphistius birmanicus Thorell, 1897 — Birmània
- Liphistius bristowei Platnick & Sedgwick, 1984 — Tailàndia
- Liphistius castaneus Schwendinger, 1995 — Tailàndia
- Liphistius dangrek Schwendinger, 1996 — Tailàndia
- Liphistius desultor Schiödte, 1849 — Malàisia; espècie tipus
- Liphistius endau Sedgwick & Platnick, 1987 — Malàisia
- Liphistius erawan Schwendinger, 1996 — Tailàndia
- Liphistius fuscus Schwendinger, 1995 — Tailàndia
- Liphistius isan Schwendinger, 1998 — Tailàndia
- Liphistius jarujini Ono, 1988 — Tailàndia
- Liphistius johore Platnick & Sedgwick, 1984 — Malàisia
- Liphistius kanthan Platnick, 1997 — Malàisia. IUCN Red List status = Situació crítica.[5]
- Liphistius lahu Schwendinger, 1998 — Tailàndia
- Liphistius langkawi Platnick & Sedgwick, 1984 — Malàisia
- Liphistius lannaianus Schwendinger, 1990 — Tailàndia
- Liphistius laoticus Schwendinger, 2013 -Laos
- Liphistius laruticus Schwendinger, 1997 — Malàisia
- Liphistius lordae Platnick & Sedgwick, 1984 — Birmània
- Liphistius malayanus Abraham, 1923 — Malàisia
  - Liphistius malayanus cameroni Haupt, 1983 — Malàisia
- Liphistius marginatus Schwendinger, 1990 — Tailàndia
- Liphistius murphyorum Platnick & Sedgwick, 1984 — Malàisia
- Liphistius nesioticus Schwendinger, 1996 — Tailàndia
- Liphistius niphanae Ono, 1988 — Tailàndia
- Liphistius ochraceus Ono & Schwendinger, 1990 — Tailàndia
- Liphistius onoi Schwendinger, 1996 — Tailàndia
- Liphistius ornatus Ono & Schwendinger, 1990 — Tailàndia
- Liphistius owadai Ono & Schwendinger, 1990 — Tailàndia
- Liphistius panching Platnick & Sedgwick, 1984 — Malàisia
- Liphistius phileion Schwendinger, 1998 — Tailàndia
- Liphistius phuketensis Schwendinger, 1998 — Tailàndia
- Liphistius priceae Schwendinger, 2017 — Malàisia
- Liphistius pusohm Schwendinger, 1996 — Tailàndia
- Liphistius rufipes Schwendinger, 1995 — Tailàndia, Malàisia
- Liphistius sayam Schwendinger, 1998 — Tailàndia
- Liphistius schwendingeri Ono, 1988 — Tailàndia
- Liphistius sumatranus Thorell, 1890 — Sumatra
- Liphistius suwat Schwendinger, 1996 — Tailàndia
- Liphistius tempurung Platnick, 1997 — Malàisia
- Liphistius tenuis Schwendinger, 1996 — Tailàndia
- Liphistius thaleban Schwendinger, 1990 — Tailàndia
- Liphistius thaleri Schwendinger, 2009 -Tailàndia
- Liphistius tham Sedgwick & Schwendinger, 1990 — Tailàndia
- Liphistius thoranie Schwendinger, 1996 — Tailàndia
- Liphistius tioman Platnick & Sedgwick, 1984 — Malàisia
- Liphistius trang Platnick & Sedgwick, 1984 — Tailàndia
- Liphistius yamasakii Ono, 1988 — Tailàndia
- Liphistius yangae Platnick & Sedgwick, 1984 — Malàisia